# Phasmahyla lisbella
Phasmahyla lisbella es una especie de anfibios de la familia Phyllomedusidae. Es endémica de Brasil.  Los científicos la han lo visto en un solo lugar: Fazenda Ventania en Área de Protecão Ambiental Ventania.